# Edward Walter Maunder

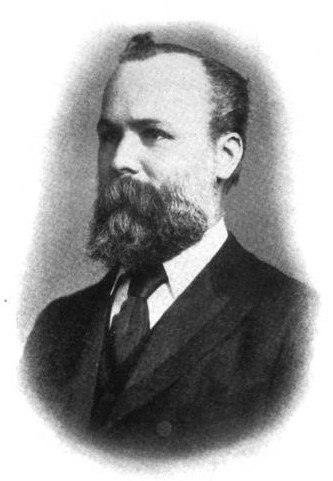
Edward Walter Maunder

Edward Walter Maunder (* 12. April 1851 in London; † 21. März 1928 ebenda) war ein englischer Astronom und Bibelforscher, der insbesondere durch seine Arbeiten zum Sonnenmagnetismus und dessen Einfluss auf die Erde bekannt wurde.

## Werdegang
Maunder wurde als jüngstes Kind eines Methodistenpredigers geboren. Er besuchte das King’s College der University of London, ohne das Studium abzuschließen. Er finanzierte sein Studium mit einer Anstellung in einem Bankhaus. 
1873 trat er eine Stelle als Assistent für Spektroskopie am Royal Greenwich Observatory an. Zu seinen Aufgaben gehörte das Photographieren und Ausmessen von Sonnenflecken. Dabei entdeckte er, dass die Breitengrade, auf denen Sonnenflecken erscheinen, mit dem 11-jährigen Schwabezyklus der Sonnenfleckenhäufigkeit variieren. 1904 veröffentlichte er seine Ergebnisse in Form der Schmetterlingsgraphik.
Seit 1891 wurde er in seinen photographischen Arbeiten von seiner späteren Frau Annie Maunder, geb. Annie Scott Dill Russell, unterstützt. Sie war eine am Girton College in Cambridge ausgebildete Mathematikerin, die einen Hilfsjob als „menschlicher Computer“ am Royal Observatory erhalten hatte. 
Angeregt durch die Arbeiten von Gustav Spörer, der einen Zeitraum verminderter Sonnenfleckenanzahl von 1400 bis 1510 ausgemacht hatte (das Spörer-Minimum), durchsuchte Maunder die Archive des Observatoriums und konnte 1893 dann das später nach ihm benannte Maunderminimum bekanntgeben, das heute auf den Zeitraum 1645 bis 1715 datiert wird.
Er beobachtete auch den Mars und war sehr skeptisch in der Frage der Marskanäle. Versuche überzeugten ihn, dass es sich um optische Täuschungen handeln müsste. Entgegen damals weit verbreiteter Meinung verneinte er auch die Möglichkeit von Leben auf dem Mars, zumindest in der Form wie auf der Erde. Er stützte dies zum einen auf die tiefen Temperaturen und zum andern auf das Fehlen temperaturausgleichender Winde. Zu seinen Ehren wurden ein Mondkrater, ein Marskrater und 2013 der Asteroid (100940) Maunder nach ihm benannt.
Maunder war eine treibende Kraft in der Gründung der British Astronomical Association 1890. Er war seit 1875 Mitglied (Fellow) der Royal Astronomical Society, doch wollte er eine Vereinigung von Astronomen (Amateure und Professionelle) gründen, der alle Interessierte unabhängig von Stand und insbesondere Geschlecht beitreten konnten.
So waren von Anfang an Frauen aktiv beteiligt, die erst 1915 der Royal Astronomical Society beitreten konnten. (Seine Frau wurde 1916 eines der ersten Mitglieder.) Er war der erste Herausgeber des Mitgliederjournals, eine Funktion, die später seine Frau innehatte. Sein älterer Bruder Thomas Frid Maunder (1841–1935) war Mitbegründer und 38 Jahre lang Sekretär. Das Ehepaar Maunder nahm an mehreren Beobachtungskampagnen teil.
Maunder war zweimal verheiratet. 1875 ehelichte er Edith Hannah Bustin. In der Ehe wurden 5 Kinder geboren. Hannah Maunder verstarb 1888 an TBC. 1895 heiratete er Annie Scott Dill Russell. Diese Ehe blieb kinderlos.

## Veröffentlichungen
- E. Walter Maunder FRAS: The Royal Observatory, Greenwich: A Glance at its History and Work, (1900)
- E. Maunder: Astronomy without a Telescope, (1902)
- E.W. Maunder: Note on the distribution of sun-spots in heliographic latitude, 1874-1902, Monthly Notices of the Royal Astronomical Society, Vol. 64, (1904) p. 747–761
- E. Maunder: Astronomy of the Bible: An Elementary Commentary on the Astronomical References in the Holy Scripture, (1908)
- A. and E. Maunder: The Heavens and their Story, (1909)
- E. Maunder: Are the Planets Inhabited?, (1913)